# Сенека-авеню (линия Мертл-авеню, Би-эм-ти)
|   |   |   |   |
| · | · | · | · |

|   |   |   |   |
| · | · | · | · |

«Сенека-авеню» (англ. Seneca Avenue) — станция Нью-Йоркского метрополитена, расположенная на линии Мертл-авеню, Би-эм-ти. Станция находится в Куинсе, в округе Риджвуд, на пересечении Сенека-авеню и Палметто-стрит. На станции останавливается маршрут M (круглосуточно).
Станция была открыта 9 августа 1915 года в составе четвертой очереди линии Мертл-авеню, Би-эм-ти и является самой "молодой" станций этой линии (как две соседние, открывшиеся того же числа). Она расположена на двухпутном участке линии и представлена одной островной платформой. В центральной части станции располагается навес, который поддерживают два ряда колонн. Название станции представлено в стандартном виде: черные таблички с белой надписью на колоннах и стендах.
Станция имеет единственный выход, расположенный в её восточной половине. С каждой платформы лестницы спускаются в эстакадный мезонин под платформами, где располагается турникетный павильон. Из мезонина в город ведут две лестницы: к северо-восточному и юго-западному углам перекрестка Сенека-авеню с Палметто-стрит.